# 수단 축구 국가대표팀
수단 축구 국가대표팀(아랍어: منتخب السُّودَان الْوَطَنِيّ لِكُرَّةُ الْقَدَم)은 수단을 대표하는 축구 국가대표팀으로 수단 축구 협회에서 관리하고 있다. 1956년 5월 13일 에티오피아와의 경기에서 국제 A매치 데뷔전을 치렀으며 현 감독은 2번에 걸쳐 가나 대표팀 사령탑을 지낸 제임스 콰시 아피아이다.

## 국제 대회 경력

### FIFA 월드컵
현재까지 월드컵 본선 경험은 전무하며 2002년 FIFA 월드컵 아프리카 지역 예선 1라운드에서 모잠비크를 꺾고 최종 예선에 올랐고 최종 예선에서도 4승 4패·B조 3위로 수단 축구 역사상 월드컵 지역 예선 최고 성적을 남겼다.

### 아프리카 네이션스컵
아프리카 네이션스컵 본선에는 8번 출전하여 자국에서 열린 1970년 대회에서 사상 첫 메이저 대회 우승컵을 들어올렸고 1959년과 1963년 대회에서는 준우승을 차지했다. 그리고 2008년 대회에서 32년만에 본선에 합류했지만 3전 전패로 조별리그에서 탈락했고 2012년 대회에서는 8강에 진출하며 첫 우승을 차지한 1970년 대회 이후 42년만에 토너먼트 진출을 이뤄냈다.

### 아프리카 네이션스 챔피언십
자국 리그 선수들만 참가하는 아프리카 네이션스 챔피언십 본선에는 2번 출전하여 자국에서 열린 2011년 대회와 모로코에서 열린 2018년 대회에서 모두 3위를 차지하며 1970년 아프리카 네이션스컵 우승 이후 40여년만에 CAF 주관 대회에서 좋은 성적을 거두었다.

### FIFA 아랍컵
FIFA 아랍컵에는 2021년 대회를 포함해 모두 4번 참가하여 4번의 대회에서 모두 토너먼트 문턱을 밟지는 못했지만 그나마 이 가운데 2012년 대회에서 1승 2무·5위의 좋은 성적을 남겼다.

## 기타 국제 대회 경력
아랍 게임에는 4번 출전하여 1965년 대회에서 은메달, 2023년 대회에서 동메달을 획득했으며 CECAFA컵에서는 3번의 대회(1980년, 2006년, 2007년)에서 우승컵을 들어올렸다.

## FIFA 월드컵 (본선)
| 년도   | 결과           | 순위           | 경기           | 승             | 무*            | 패             | 득점           | 실점           | 승점           |
| ------ | -------------- | -------------- | -------------- | -------------- | -------------- | -------------- | -------------- | -------------- | -------------- |
| 1930년 | 독립 이전      | 독립 이전      | 독립 이전      | 독립 이전      | 독립 이전      | 독립 이전      | 독립 이전      | 독립 이전      | 독립 이전      |
| 1934년 | 독립 이전      | 독립 이전      | 독립 이전      | 독립 이전      | 독립 이전      | 독립 이전      | 독립 이전      | 독립 이전      | 독립 이전      |
| 1938년 | 독립 이전      | 독립 이전      | 독립 이전      | 독립 이전      | 독립 이전      | 독립 이전      | 독립 이전      | 독립 이전      | 독립 이전      |
| 1950년 | 독립 이전      | 독립 이전      | 독립 이전      | 독립 이전      | 독립 이전      | 독립 이전      | 독립 이전      | 독립 이전      | 독립 이전      |
| 1954년 | 독립 이전      | 독립 이전      | 독립 이전      | 독립 이전      | 독립 이전      | 독립 이전      | 독립 이전      | 독립 이전      | 독립 이전      |
| 1958년 | 예선 도중 기권 | 예선 도중 기권 | 예선 도중 기권 | 예선 도중 기권 | 예선 도중 기권 | 예선 도중 기권 | 예선 도중 기권 | 예선 도중 기권 | 예선 도중 기권 |
| 1962년 | 기권           | 기권           | 기권           | 기권           | 기권           | 기권           | 기권           | 기권           | 기권           |
| 1966년 | 기권           | 기권           | 기권           | 기권           | 기권           | 기권           | 기권           | 기권           | 기권           |
| 1970년 | 예선 탈락      | 예선 탈락      | 예선 탈락      | 예선 탈락      | 예선 탈락      | 예선 탈락      | 예선 탈락      | 예선 탈락      | 예선 탈락      |
| 1974년 | 예선 탈락      | 예선 탈락      | 예선 탈락      | 예선 탈락      | 예선 탈락      | 예선 탈락      | 예선 탈락      | 예선 탈락      | 예선 탈락      |
| 1978년 | 기권           | 기권           | 기권           | 기권           | 기권           | 기권           | 기권           | 기권           | 기권           |
| 1982년 | 예선 탈락      | 예선 탈락      | 예선 탈락      | 예선 탈락      | 예선 탈락      | 예선 탈락      | 예선 탈락      | 예선 탈락      | 예선 탈락      |
| 1986년 | 예선 탈락      | 예선 탈락      | 예선 탈락      | 예선 탈락      | 예선 탈락      | 예선 탈락      | 예선 탈락      | 예선 탈락      | 예선 탈락      |
| 1990년 | 예선 탈락      | 예선 탈락      | 예선 탈락      | 예선 탈락      | 예선 탈락      | 예선 탈락      | 예선 탈락      | 예선 탈락      | 예선 탈락      |
| 1994년 | 기권           | 기권           | 기권           | 기권           | 기권           | 기권           | 기권           | 기권           | 기권           |
| 1998년 | 예선 탈락      | 예선 탈락      | 예선 탈락      | 예선 탈락      | 예선 탈락      | 예선 탈락      | 예선 탈락      | 예선 탈락      | 예선 탈락      |
| 2002년 | 예선 탈락      | 예선 탈락      | 예선 탈락      | 예선 탈락      | 예선 탈락      | 예선 탈락      | 예선 탈락      | 예선 탈락      | 예선 탈락      |
| 2006년 | 예선 탈락      | 예선 탈락      | 예선 탈락      | 예선 탈락      | 예선 탈락      | 예선 탈락      | 예선 탈락      | 예선 탈락      | 예선 탈락      |
| 2010년 | 예선 탈락      | 예선 탈락      | 예선 탈락      | 예선 탈락      | 예선 탈락      | 예선 탈락      | 예선 탈락      | 예선 탈락      | 예선 탈락      |
| 2014년 | 예선 탈락      | 예선 탈락      | 예선 탈락      | 예선 탈락      | 예선 탈락      | 예선 탈락      | 예선 탈락      | 예선 탈락      | 예선 탈락      |
| 2018년 | 예선 탈락      | 예선 탈락      | 예선 탈락      | 예선 탈락      | 예선 탈락      | 예선 탈락      | 예선 탈락      | 예선 탈락      | 예선 탈락      |
| 합계   |                |                |                |                |                |                |                |                |                |

## FIFA 월드컵 (예선)
| 1930년 | 독립 이전                                     | 독립 이전                                     | 독립 이전                                     | 독립 이전                                     | 독립 이전                                     | 독립 이전                                     | 독립 이전                                     |                                               |                                               |
| 1934년 | 독립 이전                                     | 독립 이전                                     | 독립 이전                                     | 독립 이전                                     | 독립 이전                                     | 독립 이전                                     | 독립 이전                                     |                                               |                                               |
| 1938년 | 독립 이전                                     | 독립 이전                                     | 독립 이전                                     | 독립 이전                                     | 독립 이전                                     | 독립 이전                                     | 독립 이전                                     |                                               |                                               |
| 1950년 | 독립 이전                                     | 독립 이전                                     | 독립 이전                                     | 독립 이전                                     | 독립 이전                                     | 독립 이전                                     | 독립 이전                                     |                                               |                                               |
| 1954년 | 독립 이전                                     | 독립 이전                                     | 독립 이전                                     | 독립 이전                                     | 독립 이전                                     | 독립 이전                                     | 독립 이전                                     |                                               |                                               |
| 1958년 | 2                                             | 1                                             | 1                                             | 0                                             | 2                                             | 1                                             | 4                                             |                                               |                                               |
| 1962년 | 기권                                          | 기권                                          | 기권                                          | 기권                                          | 기권                                          | 기권                                          | 기권                                          |                                               |                                               |
| 1966년 | 기권                                          | 기권                                          | 기권                                          | 기권                                          | 기권                                          | 기권                                          | 기권                                          |                                               |                                               |
| 1970년 | 8                                             | 2                                             | 4                                             | 2                                             | 15                                            | 16                                            | 10                                            |                                               |                                               |
| 1974년 | 2                                             | 1                                             | 0                                             | 1                                             | 1                                             | 2                                             | 3                                             |                                               |                                               |
| 1978년 | 기권                                          | 기권                                          | 기권                                          | 기권                                          | 기권                                          | 기권                                          | 기권                                          |                                               |                                               |
| 1982년 | 2                                             | 0                                             | 1                                             | 1                                             | 1                                             | 3                                             | 1                                             |                                               |                                               |
| 1986년 | 4                                             | 0                                             | 3                                             | 1                                             | 1                                             | 5                                             | 3                                             |                                               |                                               |
| 1990년 | 2                                             | 0                                             | 1                                             | 1                                             | 1                                             | 2                                             | 1                                             |                                               |                                               |
| 1994년 | 기권                                          | 기권                                          | 기권                                          | 기권                                          | 기권                                          | 기권                                          | 기권                                          |                                               |                                               |
| 1998년 | 2                                             | 1                                             | 0                                             | 1                                             | 2                                             | 3                                             | 3                                             |                                               |                                               |
| 2002년 | 10                                            | 5                                             | 0                                             | 5                                             | 10                                            | 12                                            | 15                                            |                                               |                                               |
| 2006년 | 12                                            | 2                                             | 4                                             | 6                                             | 9                                             | 22                                            | 10                                            |                                               |                                               |
| 2010년 | 12                                            | 3                                             | 1                                             | 8                                             | 11                                            | 18                                            | 10                                            |                                               |                                               |
| 2014년 | 6                                             | 0                                             | 2                                             | 4                                             | 3                                             | 14                                            | 2                                             |                                               |                                               |
| 2018년 | 2                                             | 0                                             | 0                                             | 2                                             | 0                                             | 3                                             | 0                                             |                                               |                                               |
| 합계   | 64                                            | 15                                            | 17                                            | 32                                            | 56                                            | 101                                           | 62                                            |                                               |                                               |
| 순위   | 월드컵 예선 승점 순위 : 109위 (아프리카 22위) | 월드컵 예선 승점 순위 : 109위 (아프리카 22위) | 월드컵 예선 승점 순위 : 109위 (아프리카 22위) | 월드컵 예선 승점 순위 : 109위 (아프리카 22위) | 월드컵 예선 승점 순위 : 109위 (아프리카 22위) | 월드컵 예선 승점 순위 : 109위 (아프리카 22위) | 월드컵 예선 승점 순위 : 109위 (아프리카 22위) | 월드컵 예선 승점 순위 : 109위 (아프리카 22위) | 월드컵 예선 승점 순위 : 109위 (아프리카 22위) |

## 아프리카 네이션스컵
| 아프리카 네이션스컵 본선 기록 | 아프리카 네이션스컵 본선 기록        | 아프리카 네이션스컵 본선 기록        | 아프리카 네이션스컵 본선 기록        | 아프리카 네이션스컵 본선 기록        | 아프리카 네이션스컵 본선 기록        | 아프리카 네이션스컵 본선 기록        | 아프리카 네이션스컵 본선 기록        | 아프리카 네이션스컵 본선 기록        | 아프리카 네이션스컵 본선 기록        | 아프리카 네이션스컵 예선 기록 | 아프리카 네이션스컵 예선 기록 | 아프리카 네이션스컵 예선 기록 | 아프리카 네이션스컵 예선 기록 | 아프리카 네이션스컵 예선 기록 | 아프리카 네이션스컵 예선 기록 | 아프리카 네이션스컵 예선 기록 |
| 년도                          | 결과                                 | 순위                                 | 경기                                 | 승                                   | 무*                                  | 패                                   | 득점                                 | 실점                                 | 승점                                 | 경기                          | 승                            | 무*                           | 패                            | 득점                          | 실점                          | 승점                          |
| ----------------------------- | ------------------------------------ | ------------------------------------ | ------------------------------------ | ------------------------------------ | ------------------------------------ | ------------------------------------ | ------------------------------------ | ------------------------------------ | ------------------------------------ | ----------------------------- | ----------------------------- | ----------------------------- | ----------------------------- | ----------------------------- | ----------------------------- | ----------------------------- |
| 1957년                        | 4강                                  | 3위                                  | 1                                    | 0                                    | 0                                    | 1                                    | 1                                    | 2                                    | 0                                    | 자동참가                      | 자동참가                      | 자동참가                      | 자동참가                      | 자동참가                      | 자동참가                      | 자동참가                      |
| 1959년                        | 준우승                               | 2위                                  | 2                                    | 1                                    | 0                                    | 1                                    | 2                                    | 2                                    | 3                                    | 자동참가                      | 자동참가                      | 자동참가                      | 자동참가                      | 자동참가                      | 자동참가                      | 자동참가                      |
| 1962년                        | 불참                                 | 불참                                 | 불참                                 | 불참                                 | 불참                                 | 불참                                 | 불참                                 | 불참                                 | 불참                                 | 불참                          | 불참                          | 불참                          | 불참                          | 불참                          | 불참                          | 불참                          |
| 1963년                        | 준우승                               | 2위                                  | 3                                    | 1                                    | 1                                    | 1                                    | 6                                    | 5                                    | 4                                    | 2                             | 2                             | 0                             | 0                             | 6                             | 0                             | 6                             |
| 1965년                        | 예선 탈락                            | 예선 탈락                            | 예선 탈락                            | 예선 탈락                            | 예선 탈락                            | 예선 탈락                            | 예선 탈락                            | 예선 탈락                            | 예선 탈락                            | 4                             | 3                             | 0                             | 1                             | 9                             | 4                             | 9                             |
| 1968년                        | 예선 탈락                            | 예선 탈락                            | 예선 탈락                            | 예선 탈락                            | 예선 탈락                            | 예선 탈락                            | 예선 탈락                            | 예선 탈락                            | 예선 탈락                            | 3                             | 1                             | 0                             | 2                             | 4                             | 5                             | 3                             |
| 1970년                        | 우승                                 | 1위                                  | 5                                    | 4                                    | 0                                    | 1                                    | 8                                    | 3                                    | 12                                   | 자동참가(개최국)              | 자동참가(개최국)              | 자동참가(개최국)              | 자동참가(개최국)              | 자동참가(개최국)              | 자동참가(개최국)              | 자동참가(개최국)              |
| 1972년                        | 조별리그                             | 7위                                  | 3                                    | 0                                    | 2                                    | 1                                    | 4                                    | 6                                    | 2                                    | 자동참가(전 대회 우승국)      | 자동참가(전 대회 우승국)      | 자동참가(전 대회 우승국)      | 자동참가(전 대회 우승국)      | 자동참가(전 대회 우승국)      | 자동참가(전 대회 우승국)      | 자동참가(전 대회 우승국)      |
| 1974년                        | 예선 탈락                            | 예선 탈락                            | 예선 탈락                            | 예선 탈락                            | 예선 탈락                            | 예선 탈락                            | 예선 탈락                            | 예선 탈락                            | 예선 탈락                            | 2                             | 0                             | 1                             | 1                             | 2                             | 3                             | 1                             |
| 1976년                        | 조별리그                             | 6위                                  | 3                                    | 0                                    | 2                                    | 1                                    | 3                                    | 4                                    | 2                                    | 4                             | 3                             | 0                             | 1                             | 7                             | 4                             | 9                             |
| 1978년                        | 기권                                 | 기권                                 | 기권                                 | 기권                                 | 기권                                 | 기권                                 | 기권                                 | 기권                                 | 기권                                 | 기권                          | 기권                          | 기권                          | 기권                          | 기권                          | 기권                          | 기권                          |
| 1980년                        | 예선 탈락                            | 예선 탈락                            | 예선 탈락                            | 예선 탈락                            | 예선 탈락                            | 예선 탈락                            | 예선 탈락                            | 예선 탈락                            | 예선 탈락                            | 2                             | 1                             | 0                             | 1                             | 2                             | 4                             | 3                             |
| 1982년                        | 불참                                 | 불참                                 | 불참                                 | 불참                                 | 불참                                 | 불참                                 | 불참                                 | 불참                                 | 불참                                 | 불참                          | 불참                          | 불참                          | 불참                          | 불참                          | 불참                          | 불참                          |
| 1984년                        | 예선 탈락                            | 예선 탈락                            | 예선 탈락                            | 예선 탈락                            | 예선 탈락                            | 예선 탈락                            | 예선 탈락                            | 예선 탈락                            | 예선 탈락                            | 4                             | 2                             | 1                             | 1                             | 4                             | 6                             | 7                             |
| 1986년                        | 기권                                 | 기권                                 | 기권                                 | 기권                                 | 기권                                 | 기권                                 | 기권                                 | 기권                                 | 기권                                 | 기권                          | 기권                          | 기권                          | 기권                          | 기권                          | 기권                          | 기권                          |
| 1988년                        | 예선 탈락                            | 예선 탈락                            | 예선 탈락                            | 예선 탈락                            | 예선 탈락                            | 예선 탈락                            | 예선 탈락                            | 예선 탈락                            | 예선 탈락                            | 4                             | 2                             | 1                             | 1                             | 3                             | 3                             | 7                             |
| 1990년                        | 예선 탈락                            | 예선 탈락                            | 예선 탈락                            | 예선 탈락                            | 예선 탈락                            | 예선 탈락                            | 예선 탈락                            | 예선 탈락                            | 예선 탈락                            | 2                             | 1                             | 0                             | 1                             | 1                             | 1                             | 3                             |
| 1992년                        | 예선 탈락                            | 예선 탈락                            | 예선 탈락                            | 예선 탈락                            | 예선 탈락                            | 예선 탈락                            | 예선 탈락                            | 예선 탈락                            | 예선 탈락                            | 4                             | 2                             | 0                             | 2                             | 3                             | 3                             | 6                             |
| 1994년                        | 예선 탈락                            | 예선 탈락                            | 예선 탈락                            | 예선 탈락                            | 예선 탈락                            | 예선 탈락                            | 예선 탈락                            | 예선 탈락                            | 예선 탈락                            | 6                             | 1                             | 2                             | 3                             | 2                             | 9                             | 5                             |
| 1996년                        | 예선 탈락                            | 예선 탈락                            | 예선 탈락                            | 예선 탈락                            | 예선 탈락                            | 예선 탈락                            | 예선 탈락                            | 예선 탈락                            | 예선 탈락                            | 10                            | 3                             | 2                             | 5                             | 10                            | 14                            | 11                            |
| 1998년                        | 예선 도중 기권                       | 예선 도중 기권                       | 예선 도중 기권                       | 예선 도중 기권                       | 예선 도중 기권                       | 예선 도중 기권                       | 예선 도중 기권                       | 예선 도중 기권                       | 예선 도중 기권                       | 1                             | 0                             | 0                             | 1                             | 0                             | 3                             | 0                             |
| 2000년                        | 불참                                 | 불참                                 | 불참                                 | 불참                                 | 불참                                 | 불참                                 | 불참                                 | 불참                                 | 불참                                 | 불참                          | 불참                          | 불참                          | 불참                          | 불참                          | 불참                          | 불참                          |
| 2002년                        | 예선 탈락                            | 예선 탈락                            | 예선 탈락                            | 예선 탈락                            | 예선 탈락                            | 예선 탈락                            | 예선 탈락                            | 예선 탈락                            | 예선 탈락                            | 8                             | 2                             | 1                             | 5                             | 9                             | 10                            | 7                             |
| 2004년                        | 예선 탈락                            | 예선 탈락                            | 예선 탈락                            | 예선 탈락                            | 예선 탈락                            | 예선 탈락                            | 예선 탈락                            | 예선 탈락                            | 예선 탈락                            | 6                             | 3                             | 1                             | 2                             | 9                             | 6                             | 10                            |
| 2006년                        | 예선 탈락                            | 예선 탈락                            | 예선 탈락                            | 예선 탈락                            | 예선 탈락                            | 예선 탈락                            | 예선 탈락                            | 예선 탈락                            | 예선 탈락                            | 12                            | 2                             | 4                             | 6                             | 9                             | 22                            | 10                            |
| 2008년                        | 조별리그                             | 16위                                 | 3                                    | 0                                    | 0                                    | 3                                    | 0                                    | 9                                    | 0                                    | 6                             | 5                             | 0                             | 1                             | 13                            | 4                             | 15                            |
| 2010년                        | 예선 탈락                            | 예선 탈락                            | 예선 탈락                            | 예선 탈락                            | 예선 탈락                            | 예선 탈락                            | 예선 탈락                            | 예선 탈락                            | 예선 탈락                            | 12                            | 3                             | 1                             | 8                             | 11                            | 18                            | 10                            |
| 2012년                        | 8강                                  | 8위                                  | 4                                    | 1                                    | 1                                    | 2                                    | 4                                    | 7                                    | 4                                    | 6                             | 4                             | 1                             | 1                             | 8                             | 3                             | 13                            |
| 2013년                        | 예선 탈락                            | 예선 탈락                            | 예선 탈락                            | 예선 탈락                            | 예선 탈락                            | 예선 탈락                            | 예선 탈락                            | 예선 탈락                            | 예선 탈락                            | 2                             | 1                             | 0                             | 1                             | 5                             | 5                             | 3                             |
| 2015년                        | 예선 탈락                            | 예선 탈락                            | 예선 탈락                            | 예선 탈락                            | 예선 탈락                            | 예선 탈락                            | 예선 탈락                            | 예선 탈락                            | 예선 탈락                            | 6                             | 1                             | 0                             | 5                             | 3                             | 11                            | 3                             |
| 2017년                        | 예선 탈락                            | 예선 탈락                            | 예선 탈락                            | 예선 탈락                            | 예선 탈락                            | 예선 탈락                            | 예선 탈락                            | 예선 탈락                            | 예선 탈락                            | 4                             | 1                             | 1                             | 2                             | 2                             | 3                             | 4                             |
| 2019년                        | 예선 탈락                            | 예선 탈락                            | 예선 탈락                            | 예선 탈락                            | 예선 탈락                            | 예선 탈락                            | 예선 탈락                            | 예선 탈락                            | 예선 탈락                            | 6                             | 1                             | 0                             | 5                             | 5                             | 13                            | 3                             |
| 합계                          | 8회 진출(8/32)                       | 우승(1회)                            | 24                                   | 7                                    | 6                                    | 11                                   | 28                                   | 38                                   | 27                                   | 117                           | 44                            | 16                            | 56                            | 127                           | 154                           | 148                           |
| 순위                          | 아프리카 네이션스컵 역대 순위 : 17위 | 아프리카 네이션스컵 역대 순위 : 17위 | 아프리카 네이션스컵 역대 순위 : 17위 | 아프리카 네이션스컵 역대 순위 : 17위 | 아프리카 네이션스컵 역대 순위 : 17위 | 아프리카 네이션스컵 역대 순위 : 17위 | 아프리카 네이션스컵 역대 순위 : 17위 | 아프리카 네이션스컵 역대 순위 : 17위 | 아프리카 네이션스컵 역대 순위 : 17위 |                               |                               |                               |                               |                               |                               |                               |

## 하계 올림픽
| 올림픽 축구 기록 | 올림픽 축구 기록 | 올림픽 축구 기록 | 올림픽 축구 기록 | 올림픽 축구 기록 | 올림픽 축구 기록 | 올림픽 축구 기록 | 올림픽 축구 기록 | 올림픽 축구 기록 | 올림픽 축구 기록 |
| 년도             | 결과             | 순위             | 경기             | 승               | 무*              | 패               | 득점             | 실점             | 승점             |
| ---------------- | ---------------- | ---------------- | ---------------- | ---------------- | ---------------- | ---------------- | ---------------- | ---------------- | ---------------- |
| 1960년           | 진출 실패        | 진출 실패        | 진출 실패        | 진출 실패        | 진출 실패        | 진출 실패        | 진출 실패        | 진출 실패        | 진출 실패        |
| 1964년           | 불참             | 불참             | 불참             | 불참             | 불참             | 불참             | 불참             | 불참             | 불참             |
| 1968년           | 진출 실패        | 진출 실패        | 진출 실패        | 진출 실패        | 진출 실패        | 진출 실패        | 진출 실패        | 진출 실패        | 진출 실패        |
| 1972년           | 조별리그         | 15위             | 3                | 0                | 0                | 3                | 1                | 5                | 0                |
| 1976년           | 불참             | 불참             | 불참             | 불참             | 불참             | 불참             | 불참             | 불참             | 불참             |
| 1980년           | 불참             | 불참             | 불참             | 불참             | 불참             | 불참             | 불참             | 불참             | 불참             |
| 1984년           | 진출 실패        | 진출 실패        | 진출 실패        | 진출 실패        | 진출 실패        | 진출 실패        | 진출 실패        | 진출 실패        | 진출 실패        |
| 1988년           | 진출 실패        | 진출 실패        | 진출 실패        | 진출 실패        | 진출 실패        | 진출 실패        | 진출 실패        | 진출 실패        | 진출 실패        |
| 1992년           | 진출 실패        | 진출 실패        | 진출 실패        | 진출 실패        | 진출 실패        | 진출 실패        | 진출 실패        | 진출 실패        | 진출 실패        |
| 1996년           | 진출 실패        | 진출 실패        | 진출 실패        | 진출 실패        | 진출 실패        | 진출 실패        | 진출 실패        | 진출 실패        | 진출 실패        |
| 2000년           | 진출 실패        | 진출 실패        | 진출 실패        | 진출 실패        | 진출 실패        | 진출 실패        | 진출 실패        | 진출 실패        | 진출 실패        |
| 2004년           | 진출 실패        | 진출 실패        | 진출 실패        | 진출 실패        | 진출 실패        | 진출 실패        | 진출 실패        | 진출 실패        | 진출 실패        |
| 2008년           | 진출 실패        | 진출 실패        | 진출 실패        | 진출 실패        | 진출 실패        | 진출 실패        | 진출 실패        | 진출 실패        | 진출 실패        |
| 2012년           | 진출 실패        | 진출 실패        | 진출 실패        | 진출 실패        | 진출 실패        | 진출 실패        | 진출 실패        | 진출 실패        | 진출 실패        |
| 2016년           | 진출 실패        | 진출 실패        | 진출 실패        | 진출 실패        | 진출 실패        | 진출 실패        | 진출 실패        | 진출 실패        | 진출 실패        |
| 합계             | 1회 진출(1/15)   | 조별리그(1회)    | 3                | 0                | 0                | 3                | 1                | 5                | 0                |

## FIFA 아랍컵
| FIFA 아랍컵 기록 | FIFA 아랍컵 기록 | FIFA 아랍컵 기록 | FIFA 아랍컵 기록 | FIFA 아랍컵 기록 | FIFA 아랍컵 기록 | FIFA 아랍컵 기록 | FIFA 아랍컵 기록 | FIFA 아랍컵 기록 | FIFA 아랍컵 기록 |
| 년도             | 결과             | 순위             | 경기             | 승               | 무*              | 패               | 득점             | 실점             | 승점             |
| ---------------- | ---------------- | ---------------- | ---------------- | ---------------- | ---------------- | ---------------- | ---------------- | ---------------- | ---------------- |
| 1963년           | 불참             | 불참             | 불참             | 불참             | 불참             | 불참             | 불참             | 불참             | 불참             |
| 1964년           | 불참             | 불참             | 불참             | 불참             | 불참             | 불참             | 불참             | 불참             | 불참             |
| 1966년           | 불참             | 불참             | 불참             | 불참             | 불참             | 불참             | 불참             | 불참             | 불참             |
| 1985년           | 예선 탈락        | 예선 탈락        | 예선 탈락        | 예선 탈락        | 예선 탈락        | 예선 탈락        | 예선 탈락        | 예선 탈락        | 예선 탈락        |
| 1988년           | 불참             | 불참             | 불참             | 불참             | 불참             | 불참             | 불참             | 불참             | 불참             |
| 1992년           | 불참             | 불참             | 불참             | 불참             | 불참             | 불참             | 불참             | 불참             | 불참             |
| 1998년           | 조별리그         | 8위              | 2                | 1                | 0                | 1                | 2                | 4                | 3                |
| 2002년           | 조별리그         | 7위              | 4                | 1                | 1                | 2                | 4                | 5                | 4                |
| 2012년           | 조별리그         | 5위              | 3                | 1                | 2                | 0                | 4                | 2                | 5                |
| 합계             | 3회 출전(3/9)    | 조별리그(3회)    | 9                | 3                | 3                | 3                | 10               | 11               | 12               |

## 아랍 게임
| 아랍 게임 기록 | 아랍 게임 기록 | 아랍 게임 기록 | 아랍 게임 기록 | 아랍 게임 기록 | 아랍 게임 기록 | 아랍 게임 기록 | 아랍 게임 기록 | 아랍 게임 기록 | 아랍 게임 기록 |
| 년도           | 결과           | 순위           | 경기           | 승             | 무*            | 패             | 득점           | 실점           | 승점           |
| -------------- | -------------- | -------------- | -------------- | -------------- | -------------- | -------------- | -------------- | -------------- | -------------- |
| 1953년         | 독립 이전      | 독립 이전      | 독립 이전      | 독립 이전      | 독립 이전      | 독립 이전      | 독립 이전      | 독립 이전      | 독립 이전      |
| 1957년         | 불참           | 불참           | 불참           | 불참           | 불참           | 불참           | 불참           | 불참           | 불참           |
| 1961년         | 불참           | 불참           | 불참           | 불참           | 불참           | 불참           | 불참           | 불참           | 불참           |
| 1965년         | 은메달         | 준우승         | 6              | 5              | 0              | 1              | 32             | 5              | 15             |
| 1976년         | 불참           | 불참           | 불참           | 불참           | 불참           | 불참           | 불참           | 불참           | 불참           |
| 1985년         | 불참           | 불참           | 불참           | 불참           | 불참           | 불참           | 불참           | 불참           | 불참           |
| 1992년         | 불참           | 불참           | 불참           | 불참           | 불참           | 불참           | 불참           | 불참           | 불참           |
| 1997년         | 불참           | 불참           | 불참           | 불참           | 불참           | 불참           | 불참           | 불참           | 불참           |
| 1999년         | 불참           | 불참           | 불참           | 불참           | 불참           | 불참           | 불참           | 불참           | 불참           |
| 2004년         | 축구 종목 제외 | 축구 종목 제외 | 축구 종목 제외 | 축구 종목 제외 | 축구 종목 제외 | 축구 종목 제외 | 축구 종목 제외 | 축구 종목 제외 | 축구 종목 제외 |
| 2007년         | 결선리그       | 5위            | 4              | 0              | 0              | 4              | 0              | 12             | 0              |
| 2011년         | 조별리그       | 5위            | 3              | 1              | 1              | 1              | 1              | 2              | 4              |
| 합계           | 3회 출전(3/10) | 은메달(1회)    | 13             | 6              | 1              | 6              | 33             | 19             | 19             |

## 주요 선수
- 아미르 카말
- 라마단 아가브
- 모아즈 압델라힘

## 같이 보기
- 남수단 축구 국가대표팀